# Дом Хитрово
Дом Хитрово (главный дом усадьбы Н. С. Щербатовой — Орловская лечебница (богадельня, больница) XVIII—XIX вв.). Ценный объект культурного наследия федерального значения.
Главный дом городской усадьбы находится на исторической территории Белого города урочища Кулишки. Входит в состав пяти кварталов Достопримечательного места «Хитровка».
Свой нынешний вид дом приобрёл в 1823 году при генерал-майоре Н. З. Хитрово. На фронтоне сохранился фамильный герб Хитрово. Сейчас в здании находится медицинское училище № 2 им. Клары Цеткин.

## История
Обширный двор стольника А. П. Головина упоминается на этом месте в описи дворов владельцев 1676 года.

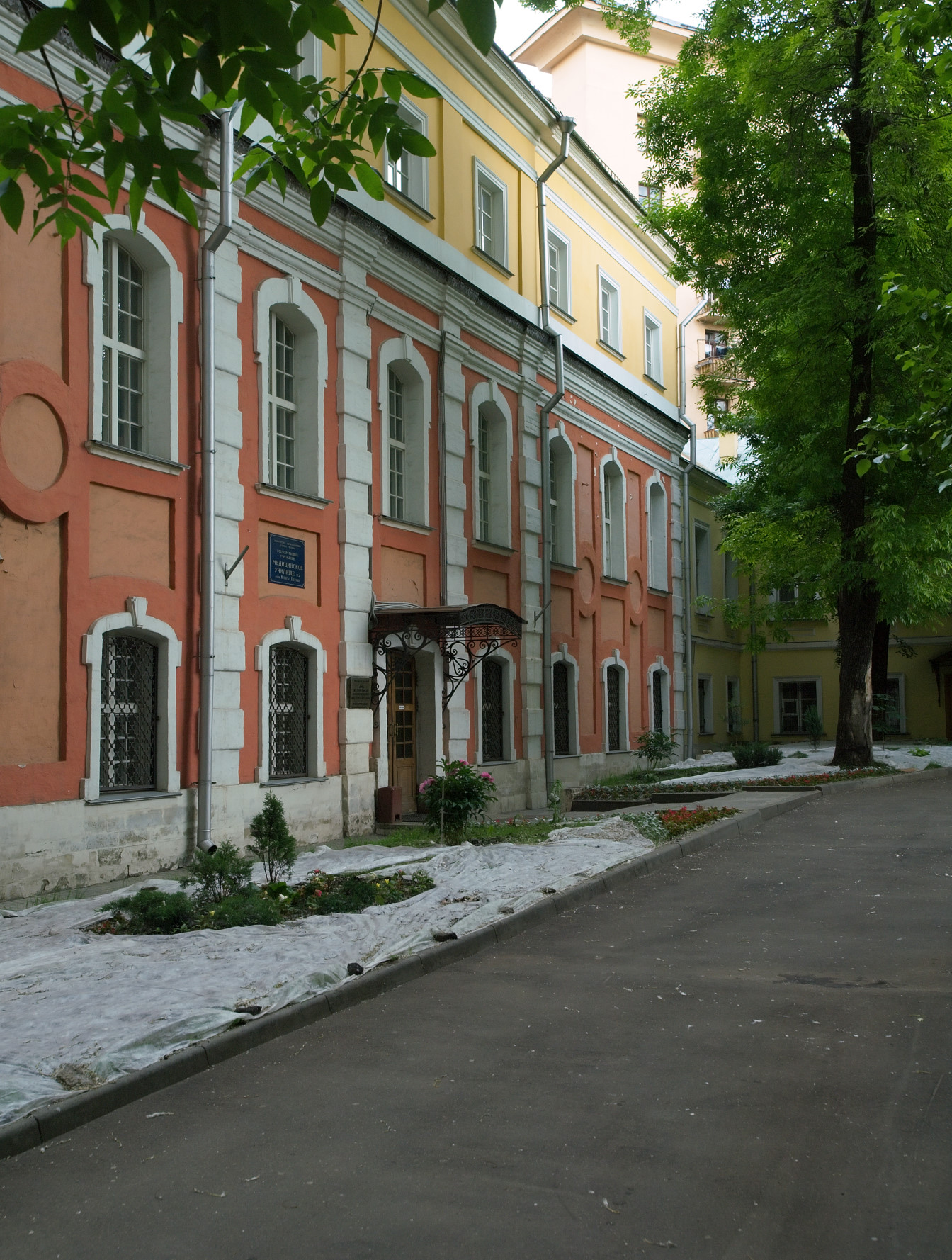
Вид с торца здания.

В начале 1680-х годов владельцем деревянных палат, расположенных около площади Яузские ворота, был боярин из рода Головиных, воевода Синбирска, Астрахани и Тобольска А. П. Головин.
Усадьбу наследовал его сын — Ф. А. Головин. Головин построил новые деревянные хоромы и кирпичную церковь при них в стиле барокко, освящённую во имя Казанской иконы в 1695—1698 годах.
От адмирала Головина усадьба перешла к его вдове, а затем к племяннику, лейб-гвардии Преображенского полка поручику Петру Ивановичу Головину. В 1748 году в имении разгорелся пожар, который его полностью уничтожил.

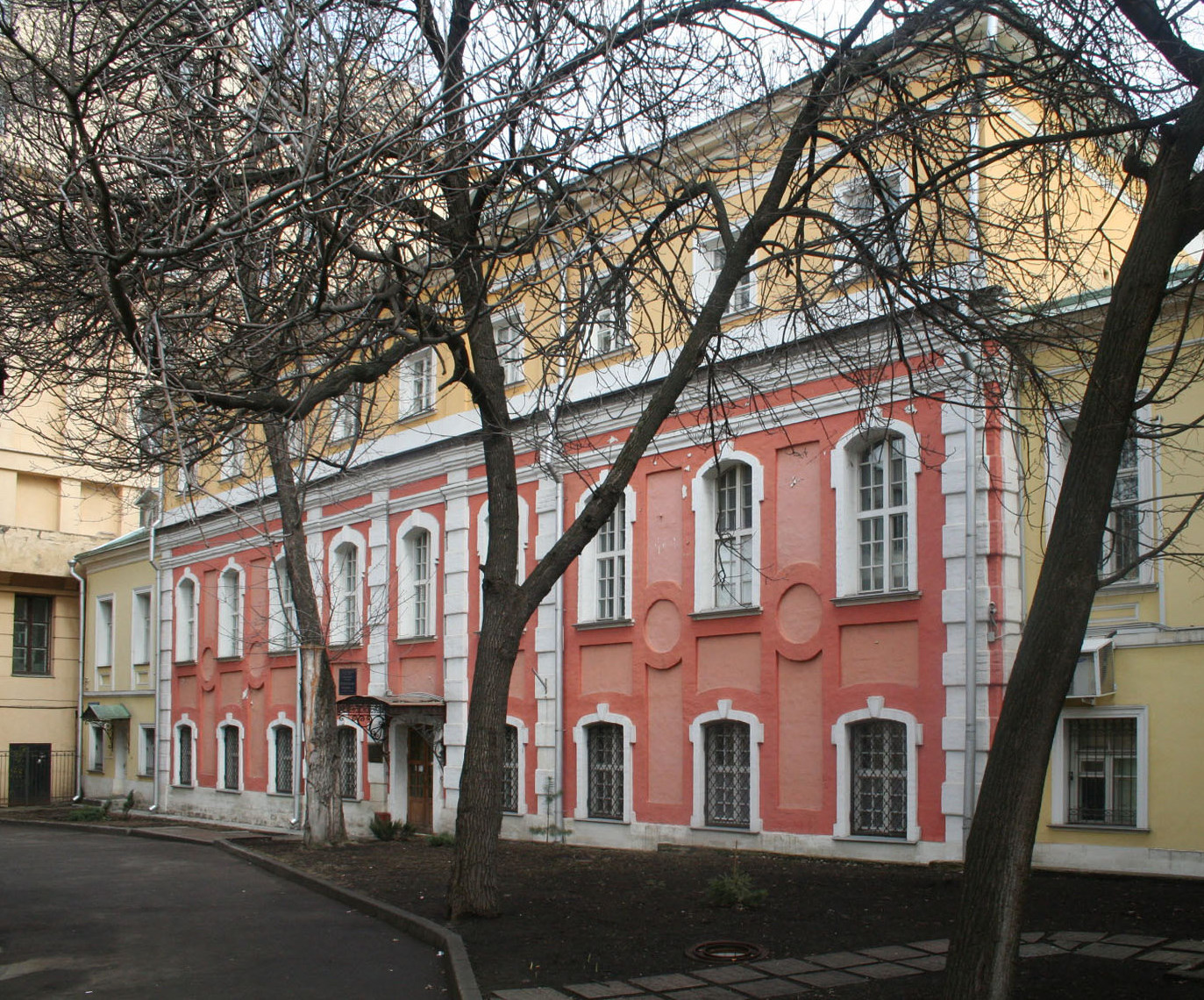
Реставрационная реконструкция фасада дома Н. С. Щербатовой

В 1750 году владение было куплено князем Семёном Ивановичем Щербатовым (?—1755), вернувшимся из пустоозерской ссылки (по так называемому «Суздальскому делу» 1718 года), а в 1757 году перешло к его вдове, Наталье Степановне Щербатовой (урождённой Бестужевой). Она построила взамен сгоревшим деревянным хоромам новый каменный дом с флигелем, соединив дом с церковью переходом.
На заднем фасаде реставраторы восстановили архитектурное убранство дома Щербатовой.
После 1780 года от бездетной Щербатовой усадьба перешла по наследству её племяннице Н. Н. Нащокиной.

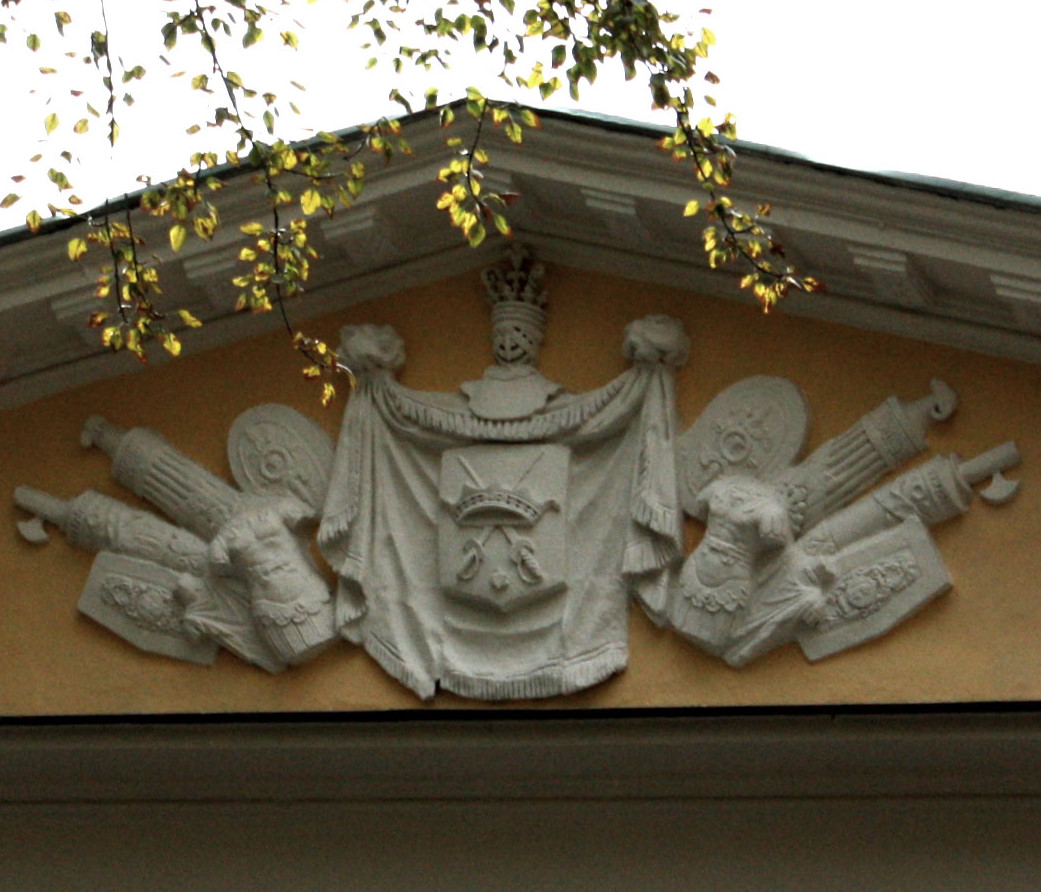
Герб рода Хитрово на фронтоне.

В 1785 году усадьба была продана тайному советнику Андрею Дмитриевичу Карпову с правом содержать церковь.
После смерти Н. А. Карповой в 1821 году Казанская усадебная церковь была упразднена.
В 1822 году усадьбу купил генерал-майор Николай Захарович Хитрово.
Новый хозяин капитально перестроил старый щербатовский дом в стиле ампир. Фасад со стороны Яузского бульвара украсился шестиколонным портиком, а на фронтоне был помещён родовой герб.
Церковь также получила новый декор и была вновь освящена в честь Тихвинской иконы.
После смерти Хитрово дом переходит к купчихе А. Н. Немчиновой, а церковь вновь закрывается.
В 1843 году усадьба перешла гвардии полковнику Владимиру Ивановичу Орлову. В 1851 году — к его вдове, Екатерине Дмитриевне.
В 1889 году по завещанию мужа после смерти жены усадьба перешла Московскому попечительству о бедных Императорского Человеколюбивого общества. В Доме была устроена Орловская лечебница для бедных. Лечебнице покровительствовал принц Александр Павлович Ольденбургский. Церковь была вновь освящена в 1892 году в честь Смоленской иконы. В подклете церкви устроили столовую для бедных.
В 1919 году Смоленская церковь была закрыта, а снесена в 1932 году в связи со строительством жилого дома Военно-инженерной академии им. В. В. Куйбышева по проекту И. А. Голосова.
После Октябрьской революции благотворительное учреждение было закрыто, а домовой храм в 1930-е годы был снесён в связи с возведением жилого дома Военно-инженерной академии им. В. В. Куйбышева. В доме Орловской лечебницы Клара Цеткин организовала фельдшерскую школу. В 1922 году в особняке проводились фельдшерские курсы, в 1923 года здесь расположилась трёхлетняя фельдшерская школа, в 1928 году преобразованная в медицинское училище № 2 им. Клары Цеткин, существующее по сей день.
В конце XX века архитектурного сооружения коснулась рука реставраторов.
Здание медицинского училища № 2 им. Клары Цеткин является одним из объектов культурного наследия федерального значения.

## Галерея

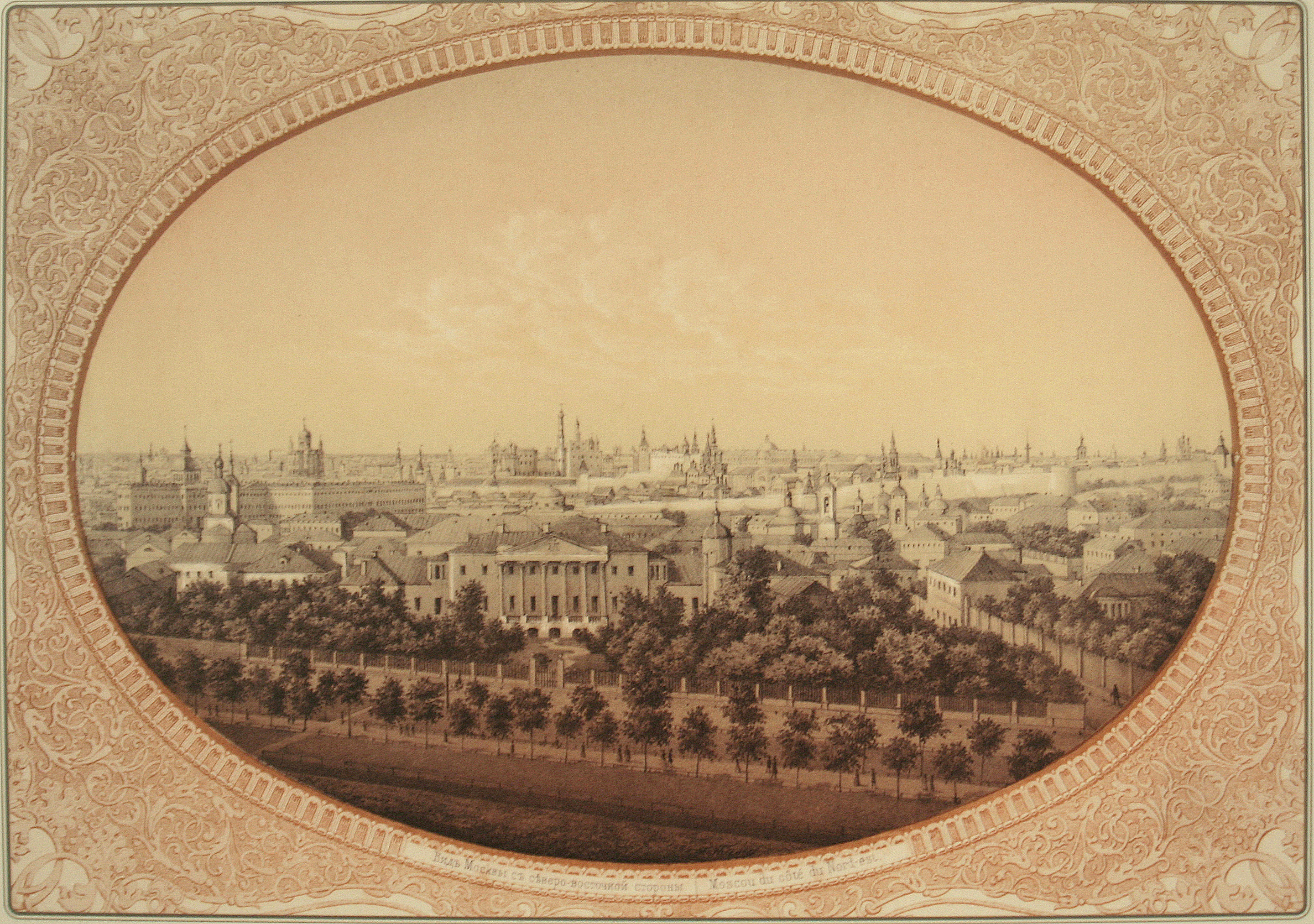
Усадьба Н. З. Хитрово на литографии 1856 с рисунка В. Ф. Тимма
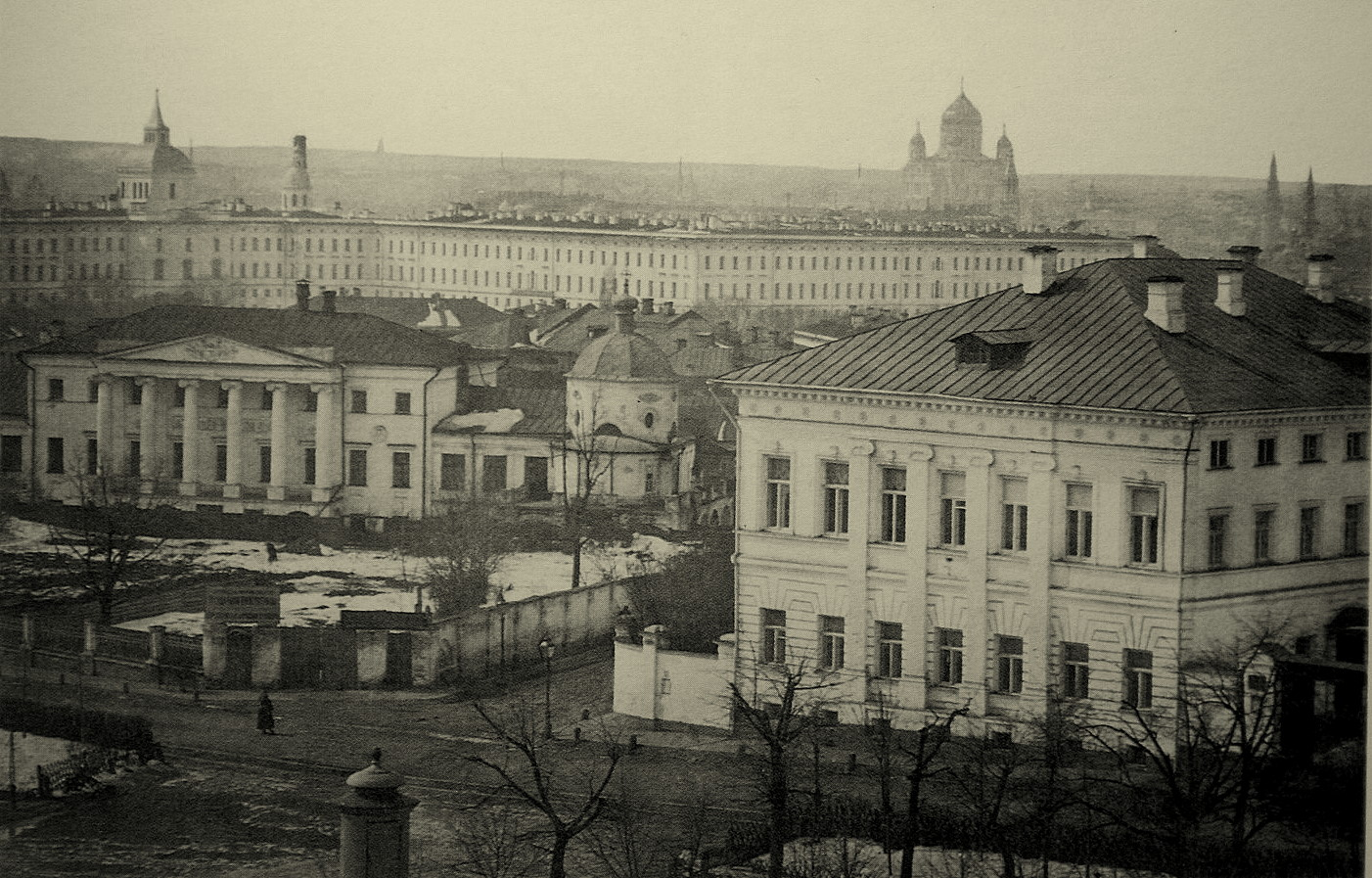
Дом Н. З. Хитрово — Орловская лечебница с домовой Смоленской церковью
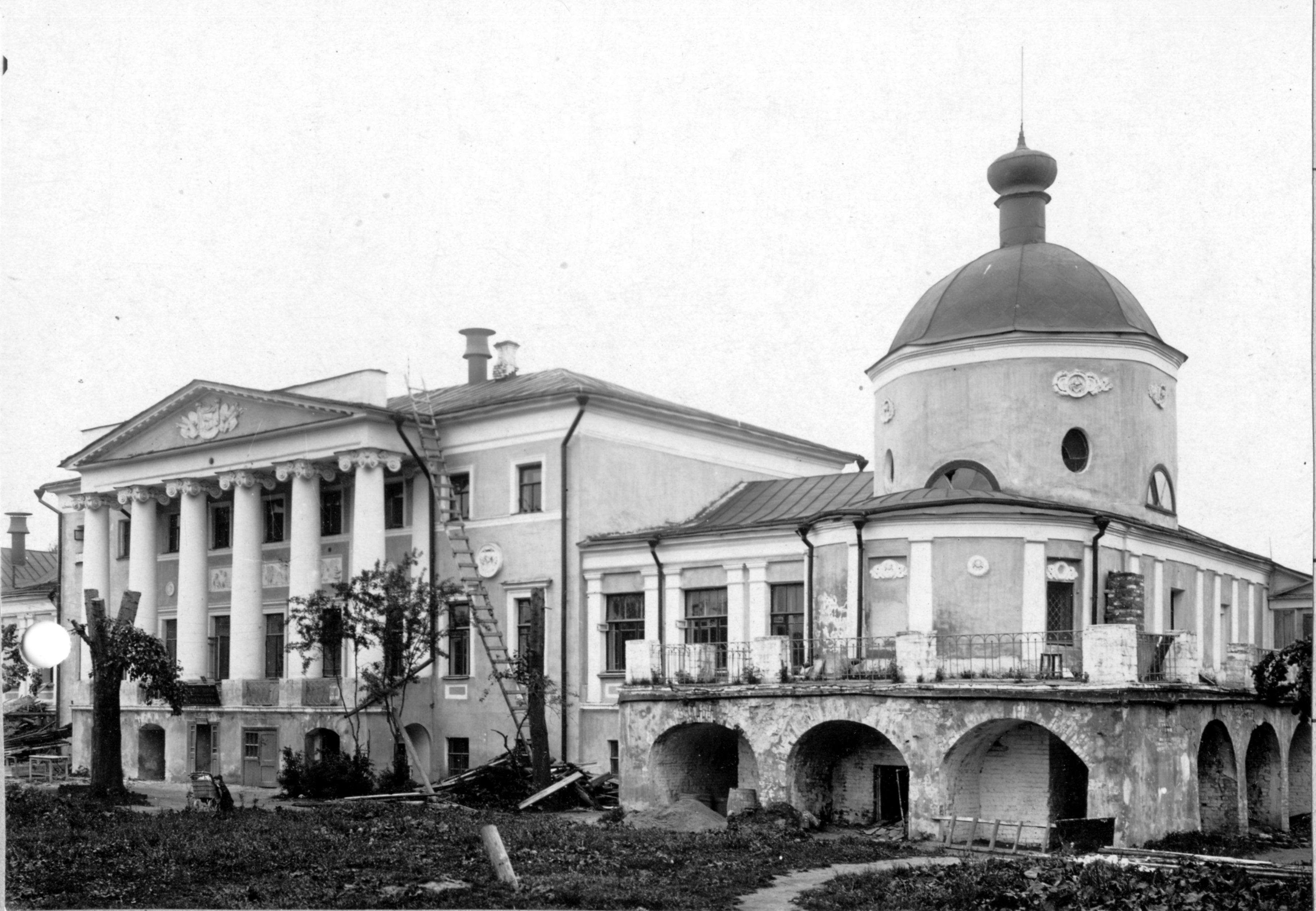
Орловская лечебница со Смоленской церковью. 1920-е годы.